# Westvleteren
Westvleteren è un piccolo paese situato nella parte occidentale delle Fiandre, in Belgio. Esso appartiene al comune di Vleteren.

## Economia

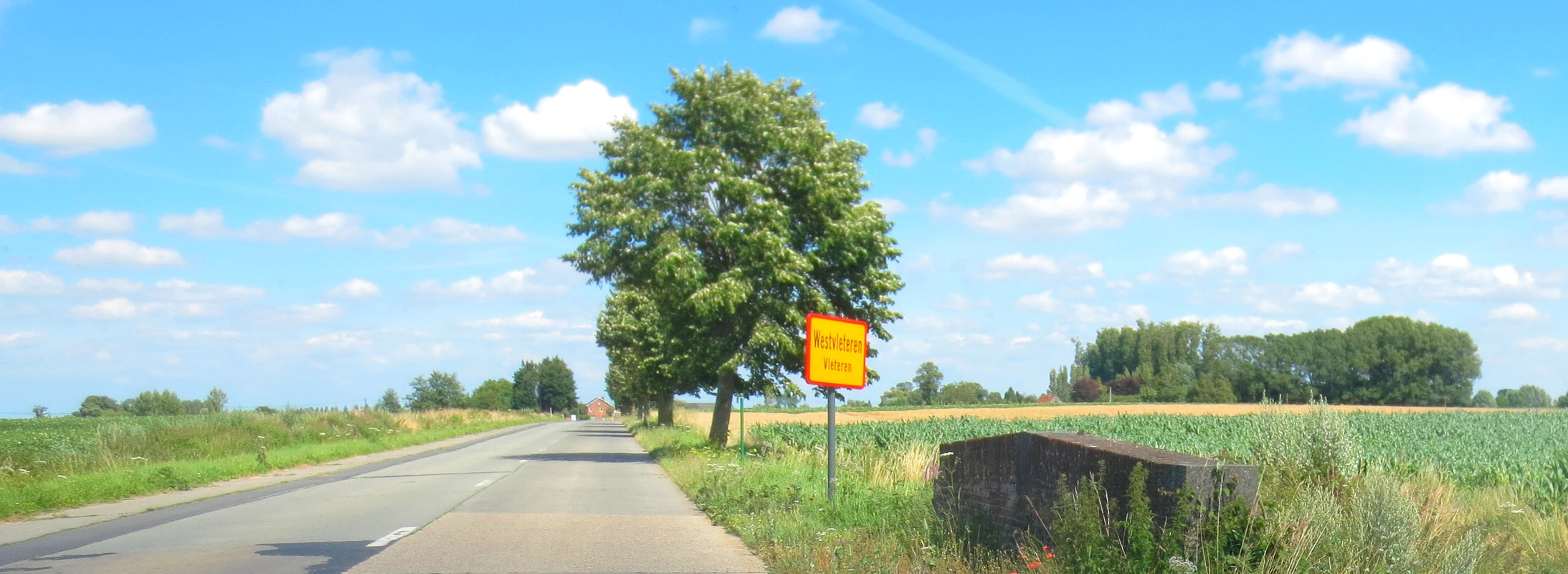
Westvleteren

Il paese è conosciuto principalmente per la Westvleteren, una birra trappista prodotta dai padri dell'abbazia di San Sisto. Tale birra è stata più volte votata sia dagli esperti sia dalle community di appassionati come la migliore al mondo.